# Céspedes (Hornachuelos)
Céspedes es una localidad situada en el municipio español de Hornachuelos, en la provincia de Córdoba, comunidad autónoma de Andalucía. Fundada como un poblado de colonización, se encuentra ubicada junto a las localidades de Mesas de Guadalora y Bembézar.

## Historia
Esta población fue creada por iniciativa del Instituto Nacional de Colonización, al pasar el territorio de secano a regadío gracias al nuevo embalse de Bembézar. Céspedes estaba situada dentro del término municipal de Hornachuelos. El diseño del poblado corrió a cargo del arquitecto Francisco Giménez de la Cruz, cuyo proyecto es de 1958. Las viviendas y edificios principales fueron levantados algún tiempo después, completándose la ejecución de las obras en 1965.

## Arquitectura
La estructura de la localidad es muy similar a la de otros poblados diseñados por Francisco Giménez de la Cruz. Presenta la forma de un rectángulo con ejes cartesianos. El eje central es el transversal, el de menor longitud. Destaca también el pareado de las viviendas unifamiliares entre medianeras, con cubierta inclinada de tejas y con espacio libre en cada parcela.